# Albertine Regel
Albertine Regel, född Dardier 29 oktober 1890 i Albi, Tarn, död (uppgift saknas), var en fransk friidrottare med Gång som huvudgren. Regel var en pionjär inom damidrott, hon blev silvermedaljör vid den andra ordinarie damolympiaden 1926.

## Biografi
Albertine Regel föddes i mellersta Frankrike, när hon började med friidrott gick hon med i idrottsföreningen CA Parisien i Paris. Kring 1925 började hon tävla för ACFF i Paris. Hon tävlade främst i gångdistanser men även i terränglöpning.
1922 tog hon bronsmedalj i terränglöpning vid de franska mästerskapen i Chaville den 12 mars 1925 slutade hon på en 6:e plats i mästerskapet den 22 mars i Parc de Saint-Cloud i Paris, 1926 slutade hon på 5:e plats i mästerskapet 21 mars i Meudon.
Den 4 augusti 1924 satte hon (inofficiellt) världsrekord när hon tog guldmedalj i gång 1000 meter vid Damolympiaden 1924 på Stamford Bridge i London före Edith Trickey.
Den 12 juli 1925 blev hon fransk mästare i gång 1000 meter vid tävlingar på Stade du Métropolitan i Colombes, 1926 försvarade hon sin titel vid tävlingar 14 juli i Bry-sur-Marne.
1926 deltog Regel sedan i den andra ordinarie damolympiaden 27–29 augusti 1926 i Göteborg, under idrottsspelen vann hon silvermedalj i gång 1000 meter efter engelska Daisy Crossley. Tävlingen hade endast 2 deltagare. Den 11 november samma år satte hon världsrekord på distansen gång 10 km vid tävlingar i Paris.